# Francis Bay
Francis Bayetz (* 17. Dezember 1914 in Rijkevorsel; † 25. April 2005 in Bonheiden) war ein belgischer Jazz- und Unterhaltungsmusiker (Piano, Komposition), Bigband-Leader und Regisseur.

## Leben
Francis Bay studierte am Konservatorium in Mechelen. Seine Karriere begann in den 1930er Jahren mit dem Orchester Paul Godwin, es folgte eine Tätigkeit bei den Ramblers. Im Jahr 1948 gründete er sein eigenes Orchester. Bay wurde ab 1956 vor allem als Leiter des Unterhaltungsorchesters der belgischen Rundfunkanstalt Nationaal Instituut voor de Radio-omroep (ab 1966 BRT) bekannt. In den 1960er und 1970er Jahren begleitete er zahlreiche belgische Teilnehmer beim Eurovision Song Contest. Bay leitete seine eigene Big-Band, mit der er unter dem Namen Francis Bay and His Big Band auftrat. Er produzierte viele Alben und lieferte Kompositionen für Gaming- und Entertainment-Programme für die BRT. Im Jahr 1962 führte er Regie bei der Bob Benny Show für das belgische Fernsehen.

## Diskografie (Auswahl)
- 1957: Meet Francis Bay, PHILIPS P 10446 (10" Schallplatte MONO)
- 1958: Feest Met Francis - Bal met Bay, PHILIPS PHM 200-011 (10" Schallplatte MONO)
- 1958. Francis Bay an his Radio Dance Orchester, CHAPPEL
- 1962: MY BIG BAND'S SHOWING, PHILIPS PHS 600-040
- 2011: Paris auf dem Album Les jours heureux des années 50, Vol. 2, SINETONE AMR (MP3-Download)